# Idron
Idron ist eine französische Gemeinde mit 5134 Einwohnern (Stand: 1. Januar 2022) im Département Pyrénées-Atlantiques in der Region Nouvelle-Aquitaine. Die Gemeinde gehört zum Arrondissement Pau und zum Kanton Pau-2 (bis 2015: Kanton Pau-Est). Die Einwohner werden Idronnais genannt.

## Geografie
Idron liegt in der historischen Provinz Béarn am Fluss Ousse. Umgeben wird Idron von den Nachbargemeinden Morlaàs im Norden und Nordosten, Sendets im Nordosten, Lée im Osten, Meillon im Süden und Südosten, Aressy im Südwesten, Bizanos im Westen sowie Pau im Westen und Nordwesten.
Durch die Gemeinde führt die frühere Route nationale 117 (heutige D817). Am nordöstlichen Rand der Gemeinde führt die Autoroute A64 entlang.

## Geschichte
Während des Zweiten Weltkrieges diente die Maison de retraite, auch villa Catalogne genannt, als Internierten-Sanatorium unter anderem für Insassen des Camp de Gurs. Hierher wurde der im Zuge der Wagner-Bürckel-Aktion nach Gurs deportierte jüdisch-deutsche Dichter Alfred Mombert im April 1941 aus Gesundheitsgründen verlegt und verbrachte hier die Monate bis zu seiner Emigration in die Schweiz im Oktober 1941.

## Bevölkerungsentwicklung
| 1962 | 1968 | 1975 | 1982 | 1990 | 1999 | 2006 | 2011 |
| ---- | ---- | ---- | ---- | ---- | ---- | ---- | ---- |
| 828  | 1013 | 2646 | 3329 | 3888 | 5154 | 3665 | 4091 |

## Gemeindepartnerschaften
Mit der spanischen Gemeinde Alfajarín in der Provinz Saragossa (Aragon) besteht seit 1994 eine Partnerschaft.